# Partenio III di Alessandria
Papa Partenio III (in greco Παρθένιος Γ΄, trasl. Parthenios III; Porto Said, 30 novembre 1919 – Amorgo, 23 luglio 1996) è stato un vescovo ortodosso egiziano, papa e patriarca greco-ortodosso di Alessandria e di tutta l'Africa tra il 1987 e il 1996. Fluente in arabo, greco, francese, inglese e italiano, è stato una delle figure più importanti nel dialogo interreligioso nel XX secolo e un fervente difensore dell'unità panortodossa.

## Biografia

### Carriera ecclesiastica
Aris Koïnidis nacque a Port Said (Egitto) nel 1919 da una famiglia originaria delle Cicladi. Dopo aver completato gli studi secondari nelle scuole superiori elleniche in Egitto, entrò nell'Istituto di teologia ortodossa di Halki. Ordinato diacono nel 1939 e arcidiacono nel 1940, studiò letteratura a Oxford e poi alla Sorbona, a Parigi.
Di ritorno in Egitto, il patriarca di Alessandria Cristoforo II notò le sue capacità, lo ordinò presbitero e, conferendogli l'ufficio di archimandrita, lo nominò al Segretariato Generale del Patriarcato. Lavorò anche come predicatore e insegnante e rappresenterò la Chiesa di Alessandria in varie conferenze interortodosse e inter-ecclesiastiche, nonché nel Consiglio delle Chiese del Medio Oriente. Nel 1954, fu eletto metropolita di Cartagine, la cui sede è a Tripoli (Libia) con giurisdizione sul Grande Maghreb.
Nel 1968 divenne membro del Comitato Centrale del Consiglio ecumenico delle Chiese. L'ampiezza delle sue conoscenze gli valse la nomina a presidente dell'Istituto di studi orientali di Alessandria e direttore della Biblioteca patriarcale. Fu quindi membro della commissione editoriale per periodici patriarcali e produsse un ricco lavoro d'autore.

### Patriarcato
Nel febbraio 1987 venne eletto 113º papa e patriarca di Alessandria e di tutta l'Africa. Molto rapidamente impresse una dinamica di rinnovamento nella sua Chiesa. Se i Greci d'Egitto vedevano diminuire il loro numero, alcuni immigravano altrove in Africa, unendosi alle comunità elleniche che si erano formati durante questo secolo specialmente in Africa meridionale. È su queste comunità che fece affidamento il nuovo patriarca, che sviluppò missioni in diversi paesi allorché gli africani si convertivano all'ortodossia. Egli li consigliò e li incoraggiò, diventando il primo patriarca di Alessandria a intraprendere lunghi viaggi per incontrarli in Kenya, Uganda, Tanzania, Zaire, Camerun o Ghana. Questi viaggi iniziarono così un periodo di evangelizzazione ortodossa duratura nel continente africano.
Basandosi sull'idea che il Patriarcato greco-ortodosso di Alessandria dovesse essere condiviso con tutti gli africani, presidiette nel 1995 all'elezione del primo metropolita di colore, Theodore Nankyama, in Uganda.
Molto impegnato nella causa dell'unità dei cristiani, fu eletto alla copresidenza del Consiglio mondiale delle chiese e partecipò a tutte le sessioni del Consiglio delle chiese in Medio Oriente. Essendo molto legato a quest'ultima organizzazione che consentiva alle minoranze cristiane di sostenersi a vicenda e di lavorare insieme in un ambiente spesso ostile, assegnò anche il compito di dialogare con i musulmani, perché secondo lui i cristiani non dovrebbero solo dialogare tra loro, in vista dell'unità, ma con altre religioni, in particolare con l'Islam e l'ebraismo . La sua opinione era che solo un dialogo approfondito può superare la sfiducia e l'incomprensione accumulati nel corso dei secoli.

### Morte ed esequie
Soccombette a un attacco di cuore il 23 luglio 1996 mentre si era concesso alcuni giorni di riposo nel monastero dell'isola di Amorgos nelle Cicladi. Il funerale fu celebrato il 30 luglio alle 11 nella chiesa di San Nicola Chamzaouï al Cairo alla presenza di molte personalità religiose: rappresentanti di tutte le Chiese ortodosse, il Patriarca Shenuda III della Chiesa copta ortodossa, il Gran Mufti d'Egitto Mohammed Tantaoui; e personalità politiche: un rappresentante personale del presidente Hosni Mubarak, membri dei governi di Egitto, Grecia e Cipro . Fy sepolto nella cripta dei patriarchi, nel monastero di San Giorgio della Cairo Vecchia.

## Opere
- Sentiero di un'umile diaconia, Alessandria, 1994.